# Sicherheitsabblaseventil

Schnitt durch ein Sicherheitsabblaseventil

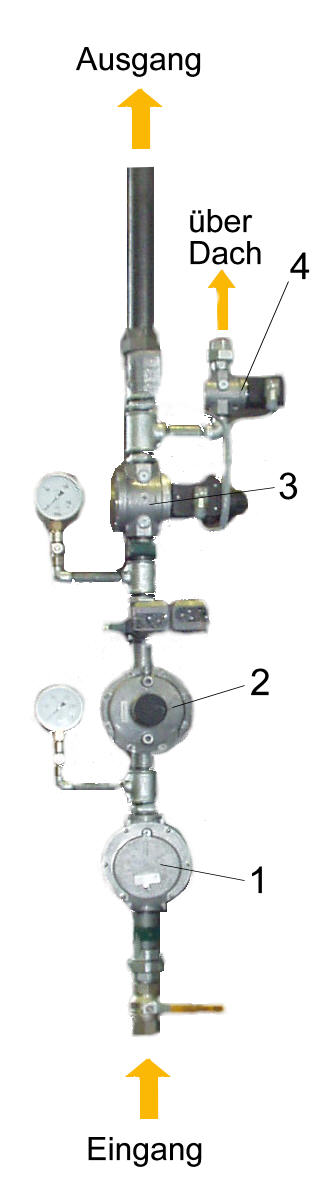
Gaseingangsstrecke eines Industrieofens 1=Filter 2=Druckregler 3=Absperrventil 4=Sicherheitsabblaseventil

Das Sicherheitsabblaseventil (SBV) ist eine Sicherheitsabblaseeinrichtung mit besonderen Aufgaben innerhalb von Gasdruckregelanlagen. Es sichert in einer Druckleitung das nachfolgende System gegen zu hohe Drücke ab. Der Aufbau eines Sicherheitsabblaseventils entspricht dem eines Sicherheitsventils.

## Aufgaben
Ein Sicherheitsabblaseventil wird nach Gasdruckreglern eingebaut, um Überschreitungen des zulässigen Druckes in nachfolgenden Anlagen zu verhindern. Dieser könnte z. B. infolge Leckage innerhalb des Reglers oder durch eine thermische Ausdehnung des Gases auftreten.
Bei Gasanschlüssen in Häusern wird das Sicherheitsabblaseventil ebenfalls nach dem Druckregler eingebaut, um dafür zu sorgen, dass der hohe Druck im Rohrnetz auch bei defektem Druckregler nicht in die Kundenleitung gelangen kann. Ansonsten würden sich das an der Verbrennungseinrichtung voreingestellte Gas-Verbrennungsluft-Verhältnis ändern und bei unterstöchiometrischer Verbrennung unverbrannte Gase entstehen, z. B. das giftige Kohlenstoffmonoxid.
Darüber hinaus dient das Sicherheitsabblaseventil dazu, bei starker Verbrauchsänderung und verzögertem Reglerverhalten das vorzeitige Schließen eines Sicherheitsabsperrventils (SAV) zu verhindern.
Der Ansprechdruck des SBV liegt unter dem Schließdruck des SAV, um geringe Gasmengen abführen zu können, bevor das SAV schließt.

## Anforderungen
Der Ansprechdruck eines Sicherheitsabblaseventils wird durch die Ventildruckfeder bzw. deren Vorspannung eingestellt und muss in Deutschland durch eine benannte Stelle abgenommen werden.

## Vollhub-SBV bei Wärmetauschern
Eine besondere Form des SBV ist das Vollhub-SBV. Es öffnet bereits bei nur 15%igem Druckanstieg zu 100 %. Diese SBV werden vor allem zur Absicherung von Wärmetauschern eingesetzt, um bei einem Rohrreißer beide Massenströme ohne Druckanstieg abführen zu können.